# 蒼藍鋼鐵戰艦
《蒼藍鋼鐵戰艦》（日语：蒼き鋼のアルペジオ）為Ark Performance的日本漫畫作品，2009年9月30日開始於《YOUNG KING OURs》（少年畫報社）上連載，是以近未來的日本、潛艦為舞台的青年向科幻海洋戰記漫畫作品。繁體中文版由長鴻出版社發行。简体中文版由优莱柏(ULAB)引进，在新漫画和咪咕圈圈上连载电子版。2013年5月29日宣布電視動畫化，於同年秋季開播。
《Newtype》2014年2月號十大人氣作品排行獲得第2名，動畫大賞2014各部門獲得角色設計獎第三名、劇本獎第五名、機械設計獎第一名、音樂獎（伴奏）第五名、主題曲獎第六名、監督獎第六名、作品獎（電視放送）第二名。

## 發展
本作品是創作團體Ark Performance最初的原創漫畫，在YOUNG KING OURs的編輯野野口強烈建議之下開始構想，於2009年提出企畫並立即通過。發想階段考量到自身擅長的科幻、兵器領域與少女做結合，然空戰方面已有《強襲魔女》，顧慮戰車可能也有別處企畫在進行中，而選擇了複雜且是貳號（石川）興趣所在的船艦。作品特色之一的「少女站在軍艦上」本來是最早的點子，但曾一度捨棄，在討論眾多提案之後才回頭以此嘗試出發。

## 故事簡介
21世紀初，人類受溫室效應的影響而失去了大半的陸地。此時，在世界各地突然出現了搭載著神秘超兵器、真面目不明而被人類稱為「海霧艦隊」的戰艦群，以壓倒性戰鬥力把人類驅逐出海洋，切斷各大陸與島嶼之間的聯繫，令人類的文明和繁榮大幅衰退。對「海霧艦隊」毫無招架之力的人類雖然失去了制海權，但並未放棄重新成為海洋的主人、在海洋上自由航行的打算，一直謀劃著對「海霧艦隊」反擊的「大反攻」之日。故事始於被稱為「大海戰」的人類和「海霧艦隊」首次交戰並慘敗的17年後，原士官候補生千早群像與其同伴們搭上父親「千早翔像」制造「海霧艦隊」的潛水艦「伊401」，並與「伊401」的心智模型「伊歐娜」一起接受突破「海霧艦隊」的海洋封鎖、運送人類反擊的希望的委託。人類與海霧艦隊間的戰火再次展開……。

## 登場角色
※聲優為廣播劇CD版／電視動畫。

### 蒼藍艦隊
千早群像（聲優：福山潤／興津和幸）
本作主角，18歲。原為國立海洋技術綜合學院的士官候補生，在每年舉行的綜合評價測試中總成績永遠排名第二，因此被杏平戲稱「萬年第二」。
伊歐娜（聲優：悠木碧／淵上舞）
「伊401」的心智模型，一頭銀色的長髮和綠色的眼睛，有喜歡Hisonic Miku這種小女孩的行徑。
範本為舊帝國海軍伊四〇〇型潛艦二號艦伊401。
橿原杏平（聲優：白石稔／宮下榮治）
「伊401」的水雷長，皮膚黝黑，臉上經常戴著護目鏡，喜歡看動畫和碳酸飲料。和群像等人是國立海洋技術綜合學院的同學，綜合評價測試中總成績總是在200名左右，但炮術和水雷方面成績一直在10名以內。
八月一日靜（聲優：無／東山奈央）
「伊401」的聲納官，負責的職務為聲納、感測器等。在故事開始的8個月前上船，目前僅有她為中途加入的船員。
織部僧（聲優：杉田智和／松本忍）
「伊401」的副艦長。合乎邏輯與常識的判斷為其特徵。習慣戴著完全遮住臉部的面具，對外宣稱是因為過敏，實際情況不明，暫時還未曾露出真面目。
四月一日伊織（聲優：豐崎愛生／津田美波）
「伊401」的輪機長，專門負責艦上維修保養等機械事務。
高雄（Takao，聲優：佐藤利奈／沼倉愛美）
原海霧艦隊東洋方面巡航艦隊第一艦隊所屬重巡洋艦。
範本為舊帝國海軍高雄級重巡洋艦高雄。
日向（聲優：無／藤田咲）
前海霧艦隊東洋方面巡航艦隊第二艦隊旗艦，大戰艦級。於故事開始前就在與伊401的交戰中被十二枚侵蝕魚雷擊沉。
被擊沉後，心智模型與核心被「伊401」收回，作為保護「伊401」的母港——硫磺島的存在。
範本為舊帝國海軍伊勢級戰艦二號艦日向。
響真瑠璃（聲優：豊崎愛生／无）
原為「伊401」的聲納員，右眼下有顆痣，在與海霧艦隊大戰艦日向對戰後因不明原因離開了艦艇，現為統制海軍少尉。
駒城大作
援護「伊401」的「白鯨」潛艦艦長。讓響以觀察員的身分上了艦艇，後邀請她擔任主聲納官。

## 用語

### 艦隊相關
蒼藍艦隊
千早群像所率領的，以原海霧潛艦「伊401」為旗艦的艦隊。
目前艦艇成員除旗艦「伊401」外還有由駒城艦長指揮的日本潛艦「白鯨」、原海霧重巡「高雄」以及原海霧大戰艦「日向」的心智模型。
因為「高雄」與佐爾坦戰鬥後失去了艦體，心智模型則被海霧總旗艦隊軟禁，因此目前艦隊內只有兩艘潛艦和兩個心智模型。
緋色艦隊
千早翔像所率領的，以海霧超戰艦「武藏」為旗艦的艦隊。
「緋色艦隊」原本是「阿得米拉提密碼」直屬護衛艦隊專用的名號，被翔像擅自拿來使用，造成其他地區海霧艦隊的不滿，進而引發由威爾斯親王等大戰艦所主導的攻擊千早翔像行動。
似乎有意脫離海霧本隊獨自行動，以「緋色艦隊」的名義與英國政府締結安全保障條約。
海霧艦隊
十七年前神祕出現的艦隊，以強勢火力壓倒性的摧毀人類所有的海上力量，將人類永遠逐出大海。艦艇出現時多會伴隨著濃霧，因而得名。
各船艦皆擁有自己的意識，不需要操船人員，為依照著自己的判斷在各自所屬的旗艦指揮下行動。工作艦、重巡洋艦、戰鬥巡洋艦、戰艦和大型潛艦等大型船艦才會擁有心智模型。
東洋方面巡航艦隊
包圍日本的海霧艦隊總稱，配有第一至第三艦隊。第一艦隊旗艦為「長門」，第二艦隊旗艦為「日向」，第三艦隊的旗艦為「金剛」，每個艦隊由大戰艦1至3艘、重巡洋艦3至9艘、輕巡洋艦及驅逐艦9至27艘、補給艦和先行偵察艦組成。
二年前，第二艦隊旗艦「日向」遭「伊401」擊沉，第二艦隊因此停止活動。後在總旗艦「大和」的分配下，艦隊重新編成，第二艦隊的殘存艦編入第一與第三艦隊，「金剛」率領的原第三艦隊艦隊改為第一艦隊，「長門」率領的原第一艦隊改為第二艦隊。
特遣艦隊
在「伊401」擊退重巡「高雄」，順利進入橫須賀地下軍港後，由「金剛」下令組建，自第一艦隊中分離出來執行襲擊橫須賀港、逼出「伊401」任務的分遣艦隊。
成員有大戰艦「榛名」、大戰艦「霧島」、重巡「摩耶」以及數量不明的驅逐艦與輕巡洋艦。
在「榛名」、「霧島」都遭擊沉後，「金剛」調回了所有驅逐艦與輕巡，只留下重巡「摩耶」協助「榛名」、「霧島」將刑部蒔繪帶回海霧陣營的行動。
最初沒有設置旗艦，但是在「金剛」調回所有驅逐艦與輕巡之後，陸軍襲擊刑部宅邸前，艦隊唯一艦體完整的成員「摩耶」將「榛名」確認為特遣艦隊旗艦。在此之前，多是由性格較強勢的「霧島」領導。
遠東艦隊
封鎖東南亞的海霧艦隊名稱，旗下軍力不明，總旗艦為「威爾士親王」。
目前因為是否要接受大戰艦「胡德」的召喚，前往大西洋壓制千早翔像而內部分裂，認為應堅守「阿得米拉提密碼」命令的「反擊」、「吸血鬼」脫離艦隊，被主張接受號召的「威爾士親王」親自搜尋中。
北美艦隊
封鎖北美的海霧艦隊名，旗下軍力同樣不明，總旗艦為「列星頓」，而第四戰術巡航艦旗艦則是「南達科他」。
奇怪的是「南達科他」同時被任命為虛構美國總統加百列的夥伴。
心智模型
又譯心智模組，資訊統合體，是由擁有高科技運算能力的海霧戰艦核心製造出來的人工智能，是以女性人類為範本表現，為該船艦的意識具現象化的存在。依照不同的運算能力，有些大戰艦還可以達到一個以上的心智模型，而超戰艦具有兩個心智模型如同標準配備。至於為什麼都是女性，似乎只是單純對人類都用女性定冠詞命名軍艦名稱所造成的誤解。
儘管外貌多已是發育好的女孩，但本身並沒有特定的個性、好惡以及價值觀，如同尚未發展完全的嬰兒，由類似神經傳達的電波信號逐一的改變模型的設定，因而能產生類似曖昧、悸動，甚至是憤怒等露骨的情緒表現。
除了是科技下的產物，其餘部分跟女性人類或人類完全沒有差別，因此製作心智模型是相當耗費運算能力的回事，在某些方面而言也被認為是一種浪費，而心智模型與人體的接近程度全視自己所想而定，例如飲食基本上是不需要卻可以產生模擬代謝來進食消化，其他的生命現象似乎也一樣能增加運算能力來達成。只有能擁有重巡洋艦或大型潛艇以上艦體的核心才有能力產生，其他以下的艦艇必須要有高等的艦體分出運算能力才能生成，而分出的艦體如果運算能力不足也可能使自己的心智模型無法構築，例如戰鬥巡洋艦需要分出近25%運算能力才能給一艘驅逐艦生成心智模型，但這也是極限，相對地若是超戰艦只需分出約2%即可，而且自身幾乎沒有影響。
在故事開始前兩年在「海霧艦隊」中出現，最先出現的是「大和」，而事實原因是「大和」暴露的核心造成了第四設施事件。
能离开離開船艦独立行動，以多數出現等能力。漫畫中瞳孔形狀的些微差異與進行操艦運算，通訊時臉孔與身上會浮現紋路是少數異於人類的特徵。
奈米物質
構成伊401與海霧艦艇的基本物質，能夠藉由模擬分子構成來製出所有物質。對人類而言是一種完全未知的特殊物質。
海霧陣營的船體、武器、核心至心智模型等全部都是由這種物質構成，可以隨自己的心意將奈米物質組合成任何物體，且具有應有的功能。最大擬態級別可以模仿到細胞層級，但無法模擬出遺傳物質。
研究顯示這種物質具有一部份生物特徵，可以一定程度上自我修復。
需要由海霧艦艇的核心進行控制才能維持型態，失去控制的奈米物質會變成銀色的砂狀物，海霧陣營稱為「惰性奈米物質」，人類則稱之為「銀砂」。
大海戰
發生在故事開始前十七年，人類和突然出現的「海霧艦隊」之間的首場大戰，結果人類慘敗而被驅逐出海洋。
在「大海戰」中，人類見識到「海霧艦隊」的力量，因此為了打敗「海霧艦隊」而進行大量研究；而「海霧艦隊」則在戰爭中見識到人類的戰術，為了學習人類的戰術而出現創造心智模型的想法。
阿得米拉提密碼（Admiralty Code）
海霧艦隊正在尋找的神祕密碼，別名「失落的敕命」，似乎是心智模型的原型，海霧艦隊的最高指揮。
之后在让受重伤的千早群像完全恢复后，道出自己本來的名字。
概念傳達
海霧陣營之間所使用的通訊手段，一般認為其原理與我們世界正在研發的「量子通訊」是相同的東西，能在瞬間正確傳遞大量情報。
量子通信網
運用量子力學所建構的通信網路。以量子做為傳導媒介，能夠實現比無線電更快、更遠也更穩定的大容量通信，也不容易被入侵。
海霧戰艦之間的通訊都是以量子通信網完成。
強攻型潛艦「白鯨」
採用超空泡航行系統的反海霧核能潛艦。根據性能諸元上的差異，船艦全長可從100公尺達到1000公尺。與霧島和榛名交戰的白鯨，全長約200公尺，上頭搭載了各式武器。日本政府作為對「海霧艦隊」反攻的準備而開發，能更換外部艦體以應付不同任務。人類方面視為最強力的武器，而海霧陣營方面只視為僅能作誘餌的艦艇。
在故事開始之前，已經因為與海霧陣營的戰鬥而失去了兩艘「白鯨」。目前實戰中的「白鯨」由駒城艦長指揮，加入「蒼藍艦隊」。
塔納特尼姆
海霧戰艦的能量源，對人類而言是未知的物質。會衰變產生重力子，讓侵蝕武器產生侵蝕作用的主要成分。
三角核心
海霧艦隊旗艦的條件之一，擁有非常強大的演算能力。
目前已知的搭載艦有前總旗艦‧大戰艦「長門」、現任總旗艦‧超戰艦「大和」，不過此二艦的同型艦是否也搭載仍為未知。
監視衛星「大風」
日本的監視衛星，目前全日本只剩下這一個，由中部分散首都秘密保管並使用中。拍到了「摩耶」離開北管區函館港的畫面。

### 武裝

克莱因瓶

強制波動裝甲
海霧艦隊中型以上的軍艦才會有的防禦裝備，可以展開名為「克萊因力場」的防禦罩，小型艦艇如魚雷艇就沒有裝備。
防禦罩可以把從外部施加的物理攻擊分散成能量的形式吸收且暫時儲存在力場內，藉此達到防禦的效果。吸收的能量可以回收利用或是直接排出艦艇。
另外，保持力場運作、將受到的攻擊轉換成能量、吸收或者排出力場內能量都需要一定的演算能力，受到侵蝕武器的攻擊更是需要使用大量的演算能力以中和侵蝕效應。
雖然強悍但不是無敵，一旦內部能量超過臨界值就會自律剝離。
克萊因力場
強制波動裝甲所產生的力場，能夠形成酷似「克萊因瓶」的能量通道，將外部施加的所有能量任意轉移到其他方向。
震動陶瓷裝甲
日本最新研發的潛艦隱形裝甲，能從聲納的探測中隱形，就算是大戰艦等級的探測能力也只能約略探測到。
超空泡航行系統
這是利用物體在水中高速移動時所產生之氣泡的航行方法。由於運動中的物體就籠罩在蒸氣氣泡當中，使的物體在水中的摩擦能夠減到最低，進而達到超高速航行。即是運用超空蝕效應推動潛艇，至少可以到達110節。原本的設計是用於甩開魚雷群，但因為航行過程會產生大到足以干擾聲納的強力噪音，因此也可以用於干擾聲納。
雷射高射砲
海霧艦隊多數艦艇都配有的副武器，可防空或輔助攻擊，以高能雷射切開物體攻擊。
雷擊彈頭
正式名稱不明，蓄能後可拋射至空中向下釋放積蓄的電能造成大量破壞。「霧島」於橫須賀港侵入時用其掃平海面上人類反抗武器。
引導魚雷
從鎖定目標到迴避模式、路徑等皆可設定的導向魚雷。
音響魚雷
引爆後會產生強烈聲音，用以干擾聲納。
戰術上也會用於針對聲納探測官進行聽力攻擊，或干擾聲納導引的魚雷。
集束音響魚雷
裝有大量小型揚聲器的魚雷，在射出後會把揚聲器散佈出去，以不同調的頻率形成聲音屏障來干擾探測。
歸向引導式水雷
所謂水雷，指的就是一旦接觸或靠近船艦就會爆炸的水中武器。歸向引導式水雷能夠藉由推進聲等跡象來偵測目標，並自動追蹤目標加以攻擊。
主動式誘餌（Active Decoy）
發射後會展開特殊材料，形成質地與大小都跟母艦完全一樣的假艦艇。可藉由量子通信網隨意遙控，但是有時間限制。
被動誘餌
形狀呈圓筒狀，能發散誘導彈頭的能量。
侵蝕魚雷（Erosion Torpedo）
擊中的瞬間產生強烈的重力波，干涉擊中部分周圍的空間，強行終止並破壞組成物質的因子活動，藉此造成破壞、擊沉軍艦。在飛彈上則稱為「侵蝕彈頭」。
海霧艦隊重巡以上的軍艦能透過大量的計算，以克萊因力場反向中和掉侵蝕作用，因此在一般情況下，單枚侵蝕武器對開啟克萊因力場的海霧高階軍艦幾乎無效。
但是，如果同時受到數十枚以上的侵蝕武器飽和攻擊，或是有其他東西分散了計算能力的話，就會來不及運算中和，形成有效傷害。
前東洋方面巡航艦隊第二艦隊旗艦「日向」（遭伊401近身飽和攻擊）、第一艦隊大戰艦「霧島」、「榛名」（在合體後準備發射佔用大量計算力的超重力砲時被白鯨偷襲）都是這樣被擊沉的。
振動魚雷
日本政府運用「基因改造計畫」所開發出來的特殊魚雷。
利用共振效應來破壞接觸物，目前已知對海霧普通驅逐艦有效，但是還無法得知對搭載強制波動裝甲的輕巡以上軍艦是否有效。
由於日本國內的資源已枯竭，無法進行量產，在多次試圖送出樣本都失敗後，由上陰出面委託千早群像，將最後一份樣本與圖紙交給「伊401」送往美國。
超重力砲
海霧艦隊重巡洋艦以上的戰艦才會搭載的超級武器，重巡級別的超重力砲即使只有擦到邊，也足以讓強制波動裝甲到達臨界。
作用原理基本與侵蝕魚雷相同，但是是由海霧戰艦的能源核心直接驅動，壓縮重力子產生更大、更廣、更持續的重力波，如果核心能持續提供能源，基本上能維持同樣威力打到任何距離的目標上。
不同等級的船艦，能源核心不同，超重力砲的威力也不一樣，大戰艦以上等級的超重力砲甚至能切開大海。
岩蟹
統制陸軍研發的新式雙人載具武器，可由卡車收納運載，由三對步足移動，前下方搭載一具加特林機槍，上方有兩具大型榴彈發射器可發射槍榴彈。在襲擊刑部邸和硫磺島時皆出動過。
馬斯卡
U-2501搭載的裝備，用泡沫包圍船體，使船體在敵人聲納中隱形。
次元空間曲率位移系統
又稱「鏡像系統」，一般只有超戰艦級才能搭載，但U-2501也搭載了一個微型的系統。
詳細功能未知，但能把重巡級別的超重力砲能量轉移到其他的次元時空，並造成巨大的空間異變。
旗艦裝備
只有艦隊旗艦才能搭載的極秘特殊裝備，大戰艦需要先拆除超重力砲才能搭載，疑似每艘的旗艦裝備能力都不同。
「金剛」的「旗艦裝備」為艦隊成員召喚系統，能把自己旗下所屬的軍艦召喚至身邊出動，不過海霧軍艦沒能力將整艘艦身時空轉移，只能轉移核心，因此使用較特殊的方式完成。大量形似鳥居的部件實際上是個超大型的3D印表機，能快速用奈米材料產生新的艦艇船身，再植入轉移過來的核心出動。這套系統只能召喚自己等級及以下的艦艇，因此「金剛」最多只能召換大戰艦。越大的軍艦就要花越多時間（大戰艦約15分鐘），因此時間拖越久就越有利。該「旗艦裝備」啟動後會產生強大的空間異變與訊息干擾妨礙偵查，海面上也會出現巨大龍捲風遮蔽視線。

### 其他
統制軍
日本在大海戰後重新成立的正式軍隊，整合原陸上自衛隊、海上自衛隊、航空自衛隊以及駐日美軍，軍種分為統制陸軍、統制海軍、統制空軍。
跟政府一樣，統制軍也分為三部分，聽命於三個分散首都的政府，情報系統也各自獨立，除了後勤交流之外，基本上互不干涉。
S.S.T.O
能在宇宙空間飛行，並可回收再利用的超音速運輸機。全名是單級入軌，作為援護大陸間聯絡用的單程太空運輸機，負責運送物資。
乾船塢
在建造、修理船舶時，能夠對船塢內部進行注水與排水的設施。又稱旱塢。（註：在横须贺的基地内就采用的是地下升降干坞）
要塞港
為了終將來臨的人類大反攻所建造的軍事港口。在日本，橫須賀港就是屬於這一類的軍港。
海洋技術綜合學院
位於橫須賀，以培育能對抗海霧艦隊的優秀水兵為目的而設立的統制軍直屬專門學校。
第四設施事件
發生在故事開始前兩年，作為培訓海洋技術綜合學院優秀學生用的第四設施發生大火，56名在設施中進行培訓的學生喪生，當中包括群像的青梅竹馬天羽琴乃。事後在事故地點建立了慰靈碑。
起火原因至今還未公開，且被中部首都列為最高機密封存，南北首都雖然多次抗議，但是都被中部首都無視，無法獲得任何相關資料。
千早群像以接受日本政府委託為條件，換取了作為機密保存的事故影像；以榛名為首的海霧特遣艦隊則受到刑部真的委托和為了延後歸隊時間也開始調查該事件；总旗舰则让402和高雄去阻止榛名等人调查，但自己也亲自出动逐步释出期望榛名等人了解的信息作为启发。
402曾经带高雄进入过第四設施，发现深处全部都是以总旗舰为标记的海雾纳米物质，而且402也提到这是心智模型的故乡，并且第四設施遇难的学生被纳米物质覆盖，似乎正在进行修复。
最终“大和”和“天羽琴乃”在第一个遇难学生完成修复开始醒来时，将全部相关人员（包括日本三位分散首都首相，参与的心智模型）召唤过来，解释了当年的事件：由于海雾舰队在10个时间周期后没能找回“阿得米拉提密码”，“大和”决定来第四设施找回“天羽琴乃”作为海雾舰队的新上位系统，但由于当时还没拥有心智和人形的模型信息，变形时发生意外释放大量能量而破坏了第四设施，“天羽琴乃”也是当时接触到“大和”而回想起自己是海雾陣營一员，“大和”在得到“天羽琴乃”的经验和记忆后后悔所作为，才秘密用大量纳米物质、演算力、能量和时间试图挽救受伤的学生。而东京分散政府当时也留意到“大和”的行为，但基于没有证据确认和恐惧外界认为日本政府与海雾陣營合作，所以决定保守这个秘密。
之后阿得米拉提密码出现，解释了关于海雾陣營、地球的根源，并且向全球生命下达了新的命令——向她展现如何通过斗争展示存续的可能性，接着再次消失。
基因改造計畫
由刑部藤十郎博士提出的計劃，目的是創造出「能完成現時人類無法完成的對『海霧』的新型武器開發工作的人類」，雖然計劃牽涉大量倫理問題，但被走投無路的日本政府通過而實行。
計劃之下的產物是被稱為天才兒童（簡稱D.C.）的基因改造兒。共有109個經由尖端工程學特殊化過性格、身體能力和大腦的孩子被製造出來，但只有7個人成功存活，並被分配到各地執行預設的任務。
目前已知的D.C.有刑部真、刑部蒔繪兩人，蒔繪是最早完成分配的任務的人。
柱岛
东洋巡航舰队的大型维修基地，由“大和”安排被击沉的“鸟海”进行管理，能用于重建海雾舰艇。“大和”也安排“鸟海”管理一个名为“击沉俱乐部”的组织，招收被击沉过的海雾成员（主要为被千早群像击沉过的）。從海霧陣營封鎖海域至今只剩下的270多人，依靠再生系統與食材生產設施生存，並與外界國家在海霧的監視下交換情報。另外也有一座几乎直通太空的电梯，15台海水淡化器（但其中6台經常故障，還有1台損壞），以及放在37船塢的新春潮型潛艇。

## 出版書籍

### 單行本
| 卷數 | 少年畫報社     | 少年畫報社                                              | 長鴻出版社     | 長鴻出版社             |
| 卷數 | 發售日期       | ISBN                                                    | 發售日期       | EAN/ISBN               |
| ---- | -------------- | ------------------------------------------------------- | -------------- | ---------------------- |
| 1    | 2010年4月30日  | ISBN 978-4-7859-3375-3                                  | 2011年3月16日  | EAN 471-3469-35924-9   |
| 2    | 2010年10月30日 | ISBN 978-4-7859-3495-8                                  | 2011年12月10日 | EAN 471-6814-19535-6   |
| 3    | 2011年3月30日  | ISBN 978-4-7859-3593-1                                  | 2011年12月16日 | EAN 471-6814-19609-4   |
| 4    | 2011年10月29日 | ISBN 978-4-7859-3726-3                                  | 2013年7月27日  | EAN 471-5409-85930-7   |
| 5    | 2012年4月28日  | ISBN 978-4-7859-3831-4                                  | 2013年10月3日  | EAN 471-5409-86035-8   |
| 6    | 2012年10月30日 | ISBN 978-4-7859-3954-0                                  | 2013年10月23日 | EAN 471-5409-86103-4   |
| 7    | 2013年5月30日  | ISBN 978-4-7859-5056-9                                  | 2014年1月2日   | EAN 471-5409-86225-3   |
| 8    | 2013年10月30日 | ISBN 978-4-7859-5150-4                                  | 2015年1月14日  | EAN 471-5409-86851-4   |
| 9    | 2014年6月30日  | ISBN 978-4-7859-5327-0                                  | 2015年2月4日   | EAN 471-5409-86899-6   |
| 10   | 2014年12月22日 | ISBN 978-4-7859-5460-4                                  | 2015年8月15日  | EAN 471-5409-86954-2   |
| 11   | 2015年7月30日  | ISBN 978-4-7859-5599-1                                  | 2016年2月16日  | EAN 471-5409-87650-2   |
| 12   | 2016年4月30日  | ISBN 978-4-7859-5762-9                                  | 2016年8月11日  | EAN 471-3006-54004-8   |
| 13   | 2016年11月30日 | ISBN 978-4-7859-5915-9                                  | 2017年2月7日   | EAN 471-3006-54054-3   |
| 14   | 2017年6月30日  | ISBN 978-4-7859-6034-6                                  | 2017年11月22日 | EAN 471-3006-54117-5   |
| 15   | 2017年11月30日 | ISBN 978-4-7859-6075-9 ISBN 978-4-7859-6076-6（特裝版） | 2018年1月24日  | EAN 471-3006-54143-4   |
| 16   | 2018年7月30日  | ISBN 978-4-7859-6254-8                                  | 2019年1月24日  | EAN 471-3006-54206-6   |
| 17   | 2019年2月27日  | ISBN 978-4-7859-6392-7                                  | 2019年7月26日  | EAN 471-3006-54228-8   |
| 18   | 2019年10月1日  | ISBN 978-4-7859-6488-7 ISBN 978-4-7859-6487-0（特裝版） | 2020年9月2日   | EAN 471-3006-54250-9   |
| 19   | 2020年6月1日   | ISBN 978-4-7859-6685-0                                  | 2021年8月4日   | ISBN 978-6-2600-5707-7 |
| 20   | 2020年10月30日 | ISBN 978-4-7859-6785-7                                  | 2022年1月26日  | ISBN 978-6-2600-6291-0 |
| 21   | 2021年6月30日  | ISBN 978-4-7859-6940-0                                  | 2023年3月15日  | ISBN 978-6-2600-7453-1 |
| 22   | 2021年12月27日 | ISBN 978-4-7859-7062-8                                  | 2023年8月2日   | ISBN 978-6-2600-7840-9 |
| 23   | 2022年8月30日  | ISBN 978-4-7859-7215-8                                  | 2023年12月15日 | ISBN 978-6-2600-8280-2 |
| 24   | 2022年12月28日 | ISBN 978-4-7859-7219-6 ISBN 978-4-7859-7220-2（特裝版） | 2024年3月1日   | ISBN 978-6-2600-8600-8 |
| 25   | 2023年6月29日  | ISBN 978-4-7859-7432-9                                  | 2024年3月27日  | ISBN 978-6-2600-8659-6 |
| 26   | 2023年11月30日 | ISBN 978-4-7859-7547-0                                  | 2025年2月19日  | ISBN 978-6-2600-9582-6 |
| 27   | 2024年5月30日  | ISBN 978-4-7859-7649-1                                  | 2025年3月19日  | ISBN 978-6-2600-9765-3 |
| 28   | 2024年10月30日 | ISBN 978-4-7859-7800-6                                  |                |                        |
| 29   | 2025年7月30日  | ISBN 978-4-7859-7992-8                                  |                |                        |

導讀手冊
2014年6月3日發售、ISBN 978-4-7859-5328-7（少年畫報社）
衍生漫畫
皆在YOUNGKING OURS GH發表。名稱皆為暫譯。
《海洋技術學院高雄部》（海洋技術学院タカオ部）
2014年10月開始連載。
《ARPEGGIO劇場》（アルペジオ劇場）
2014年11月開始連載，作者為榛名的動畫聲優山村響。
《飛行的海鷗》（飛べないシーガル・スリー）
2014年11月刊載的短篇，作者為今井哲也。收錄於漫畫選集中。
《Salty Road》（ソルティ・ロード）
2014年12月開始連載，作者為TALI。〈Young King Comics〉全3卷
1. 2015年7月14日發售、ISBN 978-4-7859-5598-4
2. 2015年10月30日發售、ISBN 978-4-7859-5653-0
3. 2016年4月30日發售、ISBN 978-4-7859-5763-6

《霧熊s THE COMIC》（霧くまs THE COMIC）
作者為高内優向。〈Young King Comics〉全1卷
1. 2016年4月30日發售、ISBN 978-4-7859-5764-3

《Cross Line》（クロスライン）
作者為ムサシマル。〈Young King Comics〉全2卷
1. 2016年12月1日發售、ISBN 978-4-7859-5916-6
2. 2017年11月30日發售、ISBN 978-4-7859-6127-5

《SeaGlass》（シーグラス）
作者為いけださくら。〈Young King Comics〉全2卷
1. 2018年7月30日發售、ISBN 978-4-7859-6256-2
2. 2019年2月27日發售、ISBN 978-4-7859-6394-1

《歡迎來到蒼鋼！》（ようこそ蒼き鋼へ!）
作者為十一虎。〈Young King Comics〉全1卷
1. 2019年2月27日發售、ISBN 978-4-7859-6393-4

《Mental Model Research》（メンタルモデル・リサーチ）
作者為一葵さやか。〈Young King Comics〉全2卷
1. 2019年10月1日發售、ISBN 978-4-7859-6529-7
2. 2020年6月1日發售、978-4-7859-6686-7

漫畫選集
- 蒼藍鋼鐵戰艦 漫畫選集 〈ID Comics DNA Media Comics〉、一迅社、全2卷

2014年6月25日發售、ISBN 978-4-7580-0892-1
2014年9月25日發售、ISBN 978-4-7580-0826-6
- 蒼藍鋼鐵戰艦劇場版 漫畫選集〈DNA Media Comics〉（一迅社）全1卷

2015年12月2日發售、ISBN 978-4-7580-0892-1

### 輕小說
作者為動畫編劇日暮茶坊，出版社為KK Bestsellers。
- 《蒼藍鋼鐵戰艦 横須賀出航》（蒼き鋼のアルペジオ -アルス・ノヴァ- 横須賀出航）

2014年7月3日發售、ISBN 978-4-584-13576-1
- 《蒼藍鋼鐵戰艦 各自的航路》（蒼き鋼のアルペジオ -アルス・ノヴァ-それぞれの航路）

2014年10月25日發售、ISBN 978-4-584-13597-6
另一個改編小說的作者為森田繁。由少年畫報社出版、單行本全1卷。
- 《蒼藍鋼鐵戰艦 Novelize》（蒼き鋼のアルペジオ ノベライズ）

2018年7月30日發售、ISBN 978-4-7859-6255-5

### 相關書籍
資料集
- 《蒼藍鋼鐵戰艦公式設定資料集》 (劇場版蒼き鋼のアルペジオ─アルス・ノヴァ－オフィシャルアーカイブ)

2014年4月18日發售、ISBN 978-4-7580-1366-6（一迅社）
- 《蒼藍鋼鐵戰艦劇場版公式設定資料集》 (劇場版 蒼き鋼のアルペジオ─アルス・ノヴァ－オフィシャルアーカイブ)

2015年12月2日發售、ISBN 978-4-7580-1468-7（一迅社）
- 《蒼藍鋼鐵戰艦 -ARS NOVA- Blue collection》 (蒼き鋼のアルペジオ -アルス・ノヴァ- ブルー・コレクション)

2014年3月20日發售、ISBN 978-4-04-866443-1（DENGEKI HOBBY BOOKS）、KADOKAWA / ASCII Media Works
雜誌書
- 《蒼藍鋼鐵戰艦 -ARS NOVA- Blue Record》 (蒼き鋼のアルペジオ ‐アルス・ノヴァ‐ BLUE RECORD)

2014年2月26日發售、ISBN 978-4-7986-0754-2（Hobby Japan MOOK 547）、Hobby Japan
- 《劇場版 蒼藍鋼鐵戰艦 -ARS NOVA- Blue Score》 (劇場版 蒼き鋼のアルペジオ ‐アルス．ノヴァ‐ Blue Score)

2016年11月4日發售、ISBN 978-4-7986-1252-2（Hobby Japan MOOK 730）、Hobby Japan

## 電視動畫

### 動畫製作
- 2011年春，飛狗的製作人南健和作者洽談動畫企畫[2]。其後導演岸誠二提議由三次元製作動畫，包括編劇上江洲誠在內的主要人員於同年7月開始每兩週一次的企畫會議[16]。音樂方面岸誠二希望強調軍艦的厚重感，另一方面又要有優美的旋律襯托出心智模型的魅力[17]。在舉棋不定之中，音樂製作人西邊誠推薦了魔物獵人系列的甲田雅人，作曲方向為「富高級感」、「具軍事元素但不復古」，本作為甲田第一次為動畫配樂作曲[18]。由於本作為全3DCG動畫，製作量達到3600鏡頭（cut），和《009 RE:CYBORG》相較之下，是三次元公司原本年產量的近3倍[19]。動畫副標題源自14世紀歐洲音樂的新藝術（Ars Nova），當時曲式和記譜法均有大幅創新[17]。配音部分本來製作人員預想伊歐娜為更無機質的角色，不過第1話淵上舞在配「急速潜行」時演得帶有俏皮可愛感的，連帶影響製作組對角色的觀感，「可愛就是正義」[20]。

- 本作於2013年5月29日宣布製作，10月7日正式播出，副標題為ARS NOVA（アルス・ノヴァ），旁白部分由中田讓治負責。

- 本作與其他多數動畫有所不同的是，其全面採用「偽3D動畫」[21]製作方式，此繪圖作法與一般3D數位繪畫的製作方式雷同，從建模( Modeling )、材質和紋理貼圖（Material & Texturing）、攝影機和燈光設定（Camera & Lighting）到算圖（Rendering），皆以相同的繪圖方式進行。但2.5D數位繪畫，則較接近一般浮雕的表現方式，以單面立體圖形重疊的方式處理，因此2.5D數位繪畫大都只能從單一角度取得所需要的畫面。在動畫製作上，這種手法極適合運用在非人物體如車輛與機器人等。偽2D動畫質感上在電腦特效出現時融合感極佳，且靜態畫面與2D動畫的質感幾乎無異，但目前技術在動態畫面仍會有與2D動畫不同的現象。本作與眾不同的是連人物等亦採用此手法製作，在過去是罕見的例子。雖然這類常被稱為2.5D動畫，但本作製作組聲稱自己做的是2.2D，以表示他們修飾的品質更接近2D動畫，並且大幅導入萌系風格使其更能被觀眾接受。

### 製作人員
- 原作：Ark Performance「蒼藍鋼鐵戰艦」（少年畫報社／月刊「YOUNG KING OURs」連載）
- 監督：岸誠二
- 助監督：柿本廣大
- 系列構成：上江洲誠
- SF考證：森田繁
- 人物設計：森田和明
- 機械設計：松本剛彥
- 美術設計：Team Till Dawn
- 3D動畫監督：鈴木大介
- 模型監督：足立博志
- 美術監督：宮越步
- 色彩設計：伊東さき子
- 攝影監督：奥村大輔
- 編輯：廣瀬清志
- 音響監督：飯田里樹
- 音樂：甲田雅人
- 音樂製作：flying DOG
- 音樂監製：西邊誠
- 監製：南健、真鍋義朗、川北健、福田順、岡村武真、山崎史紀、野野口嘉孝
- 動畫監製：里見哲朗、柴宏和
- 動畫製作：三次元
- 協力：海上自衛隊、艦隊收藏、C2機関、B-RISE
- 製作：Arpeggio partners（flying DOG、ULTRA SUPER PICTURES、Sammy、創通、KlockWorx、SHOWGATE、少年畫報社）

### 主題曲
片頭曲
「SAVIOR OF SONG」（第2－8話、第11話）
作詞：，作曲：MY FIRST STORY，編曲：WEST GROUND，主唱：ナノ feat.MY FIRST STORY
第1話作為片尾曲使用。
片尾曲
（第2－4話、第6－8話）
作詞、作曲、編曲：Heart's Cry，主唱：Trident（淵上舞、沼倉愛美、山村響）
第1話未使用。
「Innocent Blue」（第5、9、11話）
作詞、作曲：fu_mou，編曲：甲田雅人，主唱：Trident
「Our Story」（第12話）
作詞、主唱：，作曲：北村武，編曲：WEST GROUND
「Purest Blue」（重播版追加，第4、6、8、11話）
作詞、作曲、編曲：Heart's Cry，主唱：Trident
插入曲
「Silver Sky」（第10話）
作詞、主唱：，作曲、編曲：甲田雅人

### 各話列表
| 話數 | 標題 | 標題           | 劇本       | 分鏡     | 演出     | CG監督            | 片尾插畫        | 片尾插畫        | 片尾插畫   |
| 話數 | 日文 | 中文           | 劇本       | 分鏡     | 演出     | CG監督            | 首播            | 重播            | 第二次重播 |
| ---- | ---- | -------------- | ---------- | -------- | -------- | ----------------- | --------------- | --------------- | ---------- |
| #01  |      | 擁有航路之人   | 上江洲誠   | 柿本廣大 | 柿本廣大 | 今義和            | ★               | 大見武士        | 秋蕎麦     |
| #02  |      | 前往暴風雨中心 | 森田繁     | 平井義通 | 平井義通 | 植高正典          |                 | 北崎拓          |            |
| #03  |      | 要塞港，橫須賀 | 森田繁     | 橋本裕之 | 橋本裕之 | 鈴木大介 名倉吾作 | ★               | 春野友矢        | 上乃龍也   |
| #04  |      | 橫須賀急襲     | 中村浩二郎 | 柿本廣大 | 山田雅明 | 今義和            | 夏元雅人        | 有馬啟太郎      | BLADE      |
| #05  |      | 非人者         | 日暮茶坊   | kapu     | 平井義通 | 植高正典          | ★               | 上山道郎        | 希望       |
| #06  |      | 朋友           | 中村浩二郎 | 吉田丈司 | 瀨藤健嗣 | 鈴木大介          | 石黑正数        | 今井哲也        |            |
| #07  |      | 硫磺島         | 上江洲誠   | 高橋正典 | 柿本廣大 | 石田龍介 松浦宏樹 | ★               | 野上武志        | 遠藤海成   |
| #08  |      | 人偶之家       | 森田繁     | 政木伸一 | 政木伸一 | 今義和            |                 | 石田敦子        | 小梅京人   |
| #09  |      | 決死的逃脫行動 | 日暮茶坊   | 中野英明 | 江島泰男 | 鈴木大介          | ★               | 六道神士        |            |
| #10  |      | 獻身           | 中村浩二郎 | 平井義通 | 平井義通 | 植高正典          | 水上悟志        | 宮原琉璃        | 武若丸     |
| #11  |      | 姐妹           | 森田繁     | 吉岡忍   | 博史池畠 | 今義和            | ★藤川           | 山村響          | 兔塚英志   |
| #12  |      | 開拓航路之力   | 上江洲誠   | 柿本廣大 | 柿本廣大 | 植高正典          | Ark Performance | Ark Performance | 井上純弌   |

### 播放電視台

#### 日本国内
日本深夜動畫：下文記載的日本国内播放時間使用日本標準時間（UTC+9）表示。因為部分時間标识會採用30小时制，因此請留意这类超过24:00的时间，其實際播放時間為翌日清晨。
| 播放地區   | 播放電視台 | 播放日期                 | 播放時間（UTC+9）         | 所屬聯播網          | 備註   |
| ---------- | ---------- | ------------------------ | ------------------------- | ------------------- | ------ |
| 近畿廣域圈 | 每日放送   | 2013年10月7日－12月23日  | 星期一 26時55分－27時25分 | 日本新聞網          |        |
| 東京都     | TOKYO MX   | 2013年10月10日－12月26日 | 星期四 22時00分－22時30分 | 獨立UHF局           |        |
| 日本全國   | BS日本     | 2013年10月13日－12月29日 | 星期日 24時00分－24時30分 | 日本電視網 衛星電視 |        |
| 日本全國   | AT-X       | 2013年10月15日－12月31日 | 星期二 22時30分－23時00分 | 衛星電視            | 有重播 |

#### 日本国外
台湾和香港由Animax亚洲代理播放
- 台湾为2014年10月17日－10月28日，星期一至日的22:30－23:00。之后2015年5月31日－6月11日同时间段重播，HD频道于2016年9月25日开始，星期日至下星期一期间20:30－21:00再次重播。
- 香港为2014年11月11日－12月8日，星期一至三的22:00－22:30。

### 與原作的差異
動畫版基於成本考量與篇幅考量，仔細斟酌過製作資源之後認為無法讓原作強敵「武藏、大和」登場。經原作者同意後，動畫版做出大幅改編，除基本人物、武器設定與世界觀相同之外，劇情部分已完全不同，基本上已經可以視為一個獨立的作品，與原作基本沒有關連。

### BD / DVD
| 卷 | 發售日         | 收錄話          | 規格編號 | 規格編號 |
| 卷 | 發售日         | 收錄話          | BD       | DVD      |
| -- | -------------- | --------------- | -------- | -------- |
| 1  | 2013年12月27日 | 第1話 - 第2話   | VTZF-37  | VTZF-43  |
| 2  | 2014年2月7日   | 第3話 - 第4話   | VTZF-38  | VTZF-44  |
| 3  | 2014年3月7日   | 第5話 - 第6話   | VTZF-39  | VTZF-45  |
| 4  | 2014年4月4日   | 第7話 - 第8話   | VTZF-40  | VTZF-46  |
| 5  | 2014年5月2日   | 第9話 - 第10話  | VTZF-41  | VTZF-47  |
| 6  | 2014年6月6日   | 第11話 - 第12話 | VTZF-42  | VTZF-48  |

## 網路動畫
2014年4月起由TOKYO MX電視台播出，再上傳至YouTube，名稱為《霧熊s》（霧くまs）。內容為動畫所有登場的心智模型皆與「霧島」一樣變成熊布偶模樣後的搞笑兼廣告短劇，每集片長約一分鐘。

### 製作人員
- 監督：岸誠二
- 系列構成：上江洲誠
- 編劇：森田繁、中村浩二郎、日暮茶坊
- 演出：鈴木大介
- 音樂：甲田雅人
- 動畫製作：三次元

### 各話列表
| 話數    | 日文副標題 | 中文副標題                                               | 播放日        |
| ------- | ---------- | -------------------------------------------------------- | ------------- |
| SPOT#1  |            | 霧島的野心 1                                             | 2014年4月5日  |
| SPOT#2  |            | 全裸溫泉 1 榛名的辭典 第1版「自宅警備員」                | 2014年4月12日 |
| SPOT#3  |            | 合體戰艦 霧島☆榛名 1 困惑的高雄與日向博士 1 霧島的野心 2 | 2014年4月19日 |
| SPOT#4  |            | 霧島的野心 3 合體戰艦 霧島☆榛名 2 榛名的辭典 第2版       | 2014年4月26日 |
| SPOT#5  |            | 廣告 1 端午的節句                                        | 2014年5月3日  |
| SPOT#6  |            | 野生王國 1 困惑的高雄與日向博士 2 野生王國 2             | 2014年5月10日 |
| SPOT#7  |            | 廣告 2 霧島的野心 4                                      | 2014年5月17日 |
| SPOT#8  |            | 全裸溫泉 2 大戰艦金剛的                                  | 2014年5月24日 |
| SPOT#9  |            | 熊之艦隊 困惑的高雄與日向博士 3                          | 2014年5月31日 |
| SPOT#10 |            | 合體戰艦 霧島☆榛名 最終話 霧島的野心 5                   | 2014年6月7日  |
| SPOT#11 |            | 我的摩耶 1 榛名的辭典 第3版「魚雷」                      | 2014年6月14日 |
| SPOT#12 |            | 霧島的野心 6 我的摩耶 2 霧島的野心 7                     | 2014年6月21日 |
| SPOT#13 |            | 「Purest Blue」霧熊s版                                   | 2014年6月28日 |

## 劇場版
YOUNGKING OURS 8月號發佈劇場版製做決定，在2015年內上映，分別二部，第一部是一小時的電視動畫總集篇加上約四十分鐘的新作序章，第二彈是完全的新作。
目前第一部定名為《蒼藍鋼鐵戰艦 -ARS NOVA- DC》，2015年1月31日上映（日本方面），台灣在2015年3月28日上映，香港在2015年3月19日上映。關於第一部作品的片名，製作群最初使用德文「alarmglocken」來象徵劇中情節「警告將有更為慘烈的戰事發生」。但由於整個名稱太冗長，最終改以「DC」代替。
第二彈2015年10月3日公開（日本方面），定名為《蒼藍鋼鐵戰艦 -ARS NOVA- Cadenza》（蒼き鋼のアルペジオ ‐アルス・ノヴァ‐ カデンツァ），台灣於2015年11月6日上映，而香港於2016年1月14日上映。

### 製作人員
- 監督：岸誠二
- 系列構成：上江洲誠
- 音樂：甲田雅人（日语：甲田雅人）
- 動畫製作：三次元
- 製作：Arpeggio partners（flying DOG、ULTRA SUPER PICTURES、Sammy、創通、KlockWorx、SHOWGATE、少年畫報社）
- 配給：SHOWGATE

### 主題曲
蒼藍鋼鐵戰艦 -ARS NOVA- DC
主題歌「Rock on.」
作詞、主唱：ナノ，作曲、編曲：WEST GROUND
片頭曲「Blue Snow」
作詞、作曲、編曲：Heart's Cry，主唱：Trident（淵上舞、沼倉愛美、山村響）
插入曲「Silver Sky」
作詞、主唱：ナノ，作曲、編曲：甲田雅人
蒼藍鋼鐵戰艦 -ARS NOVA- Cadenza
片尾曲「Blue Destiny」
作詞、作曲、編曲：Heart's Cry，主唱：Trident（淵上舞、沼倉愛美、山村響）
插入曲「Last Refrain.」
作詞、主唱：，作曲：WEST GROUND，編曲：亀岡夏海

## 遊戲
2019年2月22日《蒼藍鋼鐵戰艦》官方正式發表將推出手機遊戲《蒼藍鋼鐵戰艦 -ARS NOVA- Re:Birth》，預計在iOS、Android與DMM三個平台上推出，並推出事前登陸人數各目標將贈送特典。
同年4月開始手遊官方便陸續公開PV與各遊戲內容。5月13日事前登陸人數已突破20萬人並正式宣布iOS與Android版將於5月15日開始推出。
2019年12月27日，官方在推特上宣佈遊戲將於2020年1月31日停止營運。

## 跨界合作
電影
- 《幻影計劃（英语：Phantom_(2013_film)）》

美國電影《幻影計劃》已宣佈《蒼藍鋼鐵戰艦》進行合作，並推出由《蒼藍鋼鐵戰艦》原作者Ark Performance與動畫人設師共同設計的B-67彈道飛彈潛艇的心智模型卡片，將於電影上映期間向觀眾免費限量發送。
遊戲
- 《艦隊收藏（艦Colle）》

網頁遊戲《艦隊收藏》與《蒼藍鋼鐵戰艦》進行合作，在動畫单数话的結尾播放的插畫中讓《艦隊收藏》和《蒼藍鋼鐵戰艦》的同名角色出現在同一幅畫中。同時，《艦隊收藏》的圣诞活动限定海域也推出了“伊歐娜”、“高雄”以及“榛名”3艘時間限定的己方可用舰，而“雾岛”、“金刚”和“摩耶”则仅作为敌艦登场。
2014年9月16日戰遊網公司便預告將於2014東京電玩展宣佈尚在封測階段中的線上遊戲《戰艦世界》會跟《戰車世界》與《少女与战车》一樣有合作對象。9月18日正式宣布合作對象便是《蒼藍鋼鐵戰艦》動畫組，並邀請flying DOG製作人南健，以及擔任伊歐娜聲優的淵上舞登台暢談合作感想。
戰艦世界於2016/1/1-2016/2/29舉辦活動，只要完成任務便可獲得海霧艦隊塗裝之金剛跟妙高。
- 《大戰略WEB（日语：大戦略WEB）》

动画
- 《T寶的悲慘日常》

动画《T寶的悲慘日常》2014年播出的第二季－「覺醒篇」第2話開場導入伊401的艦橋並由淵上舞配音的伊歐娜登場，而預告時與上一話廣告《單色小姐 -The Animation-》的方法一樣在左上角明顯張貼《蒼藍鋼鐵戰艦》動畫海報，片尾插畫也由《蒼藍鋼鐵戰艦》原作者Ark Performance繪製。
軍事單位
- 海上自衛隊

日本海上自衛隊與《蒼藍鋼鐵戰艦》進行合作，其片頭曲「SAVIOR OF SONG」與片尾曲「Purest Blue」的正式音樂影片皆開放軍艦給予取景拍攝，還邀請淵上舞（伊歐娜聲優）、沼倉愛美（高雄聲優）及山村響（榛名聲優）參訪親潮級潛艇、霧島號護衛艦、瀨戶雪號訓練艦及海上自衛隊吳史料館等，並將畫面收錄於BD/DVD特典中。此外海上自衛隊自行推出的產品入浴劑「海自乃湯」亦在2015年1月28日追加推出「榛名」、「伊401」及「高雄」三款。